# Kanada na Halowych Mistrzostwach Świata w Lekkoatletyce 2010
Reprezentacja Kanady na halowe mistrzostwa świata 2010 liczyła 6 zawodników.

## Mężczyźni
- Pchnięcie kula
  - Dylan Armstrong

## Kobiety
- Bieg na 1500 m
  - Nicole Edwards

- Bieg na 60 m przez płotki
  - Priscilla Lopes-Schliep
  - Perdita Felicien

- Skok w dal
  - Tabia Charles

- Skok o tyczce
  - Kelsie Hendry